# ساختمان گمرک (اهواز)
ساختمان گمرک مربوط به دوره پهلوی است و در اهواز، امانیه، خیابان تختی، شرف به رودخانه کارون واقع شده و این اثر در تاریخ ۵ تیر ۱۳۸۴ با شمارهٔ ثبت ۱۱۹۶۴ به‌عنوان یکی از آثار ملی ایران به ثبت رسیده است.